# Pink Memory
Pink Memory è il secondo album in studio del gruppo femminile sudcoreano Apink, pubblicato nel luglio 2015.

## Tracce
1. Remember – 3:54
2. Perfume – 3:04
3. Attracted to U (끌려) – 3:43
4. Déjà vu – 3:42
5. Petal (꽃잎점) – 3:36
6. What a Boy Wants – 3:30
7. I Do – 3:28
8. A Wonderful Love (신기하죠) – 4:11
9. Remember (Instrumental) – 3:54
10. Promise U (새끼손가락) – 3:44

## Classifiche
| Classifica (2015) | Posizione massima |
| ----------------- | ----------------- |
| Corea del Sud     | 2                 |